# Hansa Rostock II
El Hansa Rostock II es un equipo de fútbol de Alemania que juega en la Oberliga Nordrhein, la quinta división nacional.

## Historia
Fue fundado el 28 de diciembre de 1965 en la ciudad de Rostock, es el segundo equipo del Hansa Rostock y sirve en particular como equipo de apoyo para jugadores jóvenes que pueden recomendarse para el primer equipo.
Después de ganar el campeonato de distrito en la temporada 1966/67, el equipo, que mientras tanto se escindió del FC Hansa Rostock, se benefició de la decisión de la asociación de fútbol de la República Democrática Alemana de permitir que los equipos reserva de los equipos de la liga superior avanzaran a la segunda división. Junto con el FC Carl Zeiss Jena y el FC Rot-Weiss Erfurt, Hansa fue uno de los primeros clubes cuyos equipos de reserva participaron en la liga de la RDA en 1967/68. Para lograrlo, la dirección del club Hansa contó con el máximo goleador Gerd Kostmann, que fue enviado del primer al segundo equipo, en el que se había convertido en el máximo goleador de la liga distrital con 24 goles y por lo tanto había hecho una importante contribución al ascenso. En la DDR-Liga, el equipo de reserva ocupó en su mayoría posiciones de la tabla de un solo dígito durante ocho temporadas hasta que también se vieron obligados a descender en la temporada 1974/75 debido al descenso del equipo de la Oberliga a la liga de la RDA. La siguiente temporada de la liga distrital terminó con la reserva como campeones de la temporada de la liga distrital, pero luego estuvo repetidamente entre la liga distrital y la liga juvenil, que existió entre 1976 y 1983 para los equipos de reserva de la Oberliga. En la temporada de 1986/87, el re-campeonato de la liga de distrito, que ahora se había vuelto a jugar en una temporada, significó que el equipo de reserva fue nuevamente ascendido a la liga de la RDA. En la temporada 1987/88, sin embargo, fueron relegados inmediatamente al terminar al fondo de la tabla.

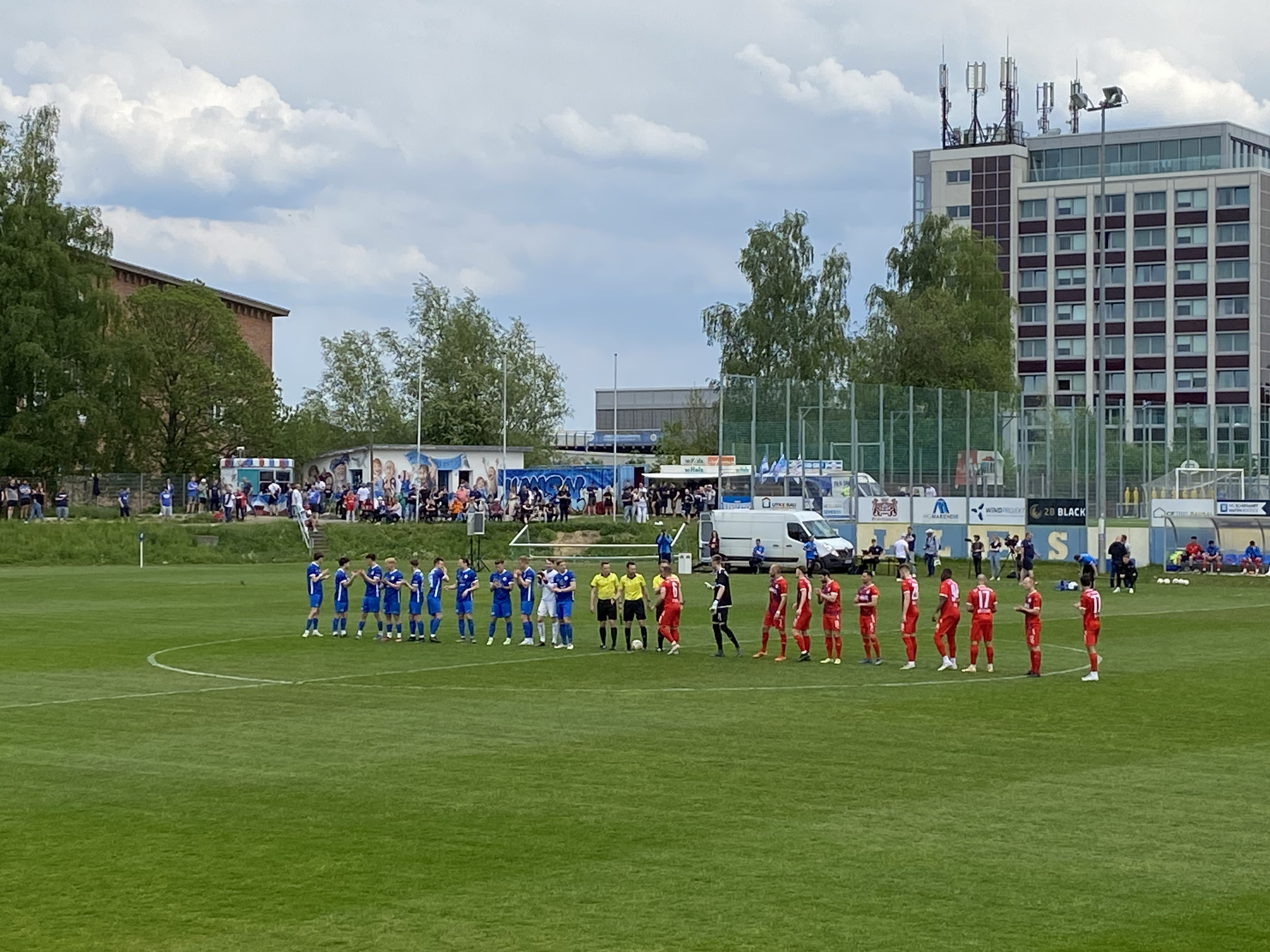
El Volksstadion Rostock el ante el Tasmania Berlin.

El segundo equipo de Hansa también participó en la Copa de Alemania Oriental en varias ocasiones y logró 16 victorias con doce derrotas y tres empates en 31 partidos de copa, pero fue eliminado prematuramente de la competencia con cada participación. Mientras tanto, también hubo un tercer equipo, que participó en la primera ronda de la Copa nacional en 1969 como campeones de copa de distrito y fue eliminado por el TSG Wismar.
Debido a la reunificación alemana, el segundo equipo de Rostock se incorporó a la liga estatal de Mecklemburgo-Pomerania Occidental en 1991/92 y ascendió a la Oberliga Nordrhein. Sin embargo, cuando el primer equipo no volvió a ascender en 1993, los jugadores del segundo equipo fueron liberados por motivos económicos, de modo que en su lugar el equipo juvenil A del FC Hansa participó en la temporada 1993/94 de la Oberliga y descendió a la liga estatal como decimoquinto en la tabla. Dos años más tarde, en la temporada 1995/96 vuelve a ascender, seguido de un ascenso inmediato a la Regionalliga Nordost en 1996, a que entonces era la tercera división alemana. Sin embargo, el equipo descendió directamente de esta en 1997/98, con lo cual se renunció al posible ascenso con los campeonatos de la Oberliga en 1999/2000 y 2004/05 debido a los gastos necesarios para permanecer en la liga regional.
En la temporada 2007/08 bajo la dirección del entrenador Thomas Finck, el ascenso a la liga regional se convirtió nuevamente en la cuarta división alemana más alta en el curso de la reforma de la liga en 2008, que finalmente se logró como segundo en la tabla. En la temporada de la liga regional 2008/09, el equipo inicialmente terminó décimo en la tabla final y pudo mantenerse en la temporada siguiente como duodécimo en la tabla en 2009/10, pero fue transferido a la Oberliga Nordrhein en el verano de 2010 por motivos económicos debido al descenso del primer equipo. Un posible resurgimiento del filial no fue hasta la temporada temporada 2011/12 en el que buscó participar en la liga regional, que jugó en cinco temporadas como resultado de una reforma de la división. Debido al descenso simultáneo del primer equipo a la 3.ª liga, el filial perdió el derecho a participar en la liga regional a pesar de haber conseguido el campeonato. Desde entonces, hasta 2019, el segundo conjunto de Rostockers se ha colocado entre el segundo y el décimo lugar en la Oberliga Nordrhein.
Debido a la rampante pandemia del coronavirus, la Asociación de Fútbol del Nordeste de Alemania (NOFV) decidió finalizar la temporada 2019/20 después de la jornada 19. El Hansa II ocupó el tercer lugar en la tabla tanto en términos de puntos como en términos de la regla del cociente utilizada para determinar las ubicaciones finales. La primera mitad de la temporada de fútbol de la Oberliga Nordost 2020/21 comenzó para Hansa el 16 de agosto de 2020 e inicialmente terminó con la suspensión del juego a partir de noviembre de 2020 debido a órdenes y medidas oficiales para contener la pandemia de COVID-19. Sin embargo, las restricciones originalmente previstas solo para noviembre se extendieron después de cuatro semanas hasta el 31 de diciembre de 2020. La Liga Hanseática solo jugó ocho de los juegos de Oberliga planeados para la temporada 2020/21. El 16 de abril de 2021, la NOFV organizadora anunció la terminación anticipada del juego y, como en la temporada anterior, la aplicación renovada de la regla del cociente para determinar la ubicación de la mesa. El Hansa alcanzaba así la séptima plaza y se colocaba en el centro del campo seguro.
Debido a la pandemia, la temporada 2021/22 de la Oberliga también tuvo que finalizar antes de tiempo. La regla del cociente se usó nuevamente para determinar las clasificaciones de los clubes participantes. Los aficionados de Hansa terminaron décimos. Un año después, la segunda representación de Kogge dominó la Oberliga-Nordost 2022/23 y aseguró el campeonato temprano. Dado que el primer equipo masculino descendió a la segunda Bundesliga, esto significó el ascenso a la liga regional para Hansa II.

## Palmarés

### Alemania Democrática
- Bezirksliga Nordost: 7

1967, 1976, 1978, 1980, 1984, 1987, 1990

### Alemania
- Oberliga Nordrhein: 4

2000, 2005, 2012, 2023
- Verbandsliga Meckemburgo-Vorpomern: 2

1992, 1996